# Губайдуллин, Ахат Шарифуллович
Ахат Шарифуллович Губайдуллин (тат. Гөбәйдуллин; 1919—1993) — советский работник нефтяной промышленности, бригадир буровиков, Герой Социалистического Труда.

## Биография
Родился 2 ноября 1919 года в деревне Тимяшево Бугульминского уезда Самарской губернии, ныне Лениногорского района Татарстана.
Окончил тимяшевскую школу. В 1938—1941 годах работал слесарем Воскресенского химического комбината в Московской области. Участник Великой Отечественной войны, в которую получил боевые награды. После войны поехал работать в Татарию.
В 1946—1961 годах, окончив курсы, был буровым мастером Альметьевской конторы разведочного бурения треста «Татнефтегазразведка» Татарского совнархоза; в 1961—1972 годах — мастер цеха капитального ремонта скважин «Альметьевскнефть»; в 1972—1973 годах — старший мастер Мензелинского управления буровых работ объединения «Татнефть»; в 1973—1977 годах работал в Альметьевской УБР.
Занимался Губайдуллин и общественной деятельностью — был депутатом Верховного Совета РСФСР. После выхода на пенсию находился на отдыхе. Умер 1 февраля 1993 года.

## Награды
- 19 марта 1959 года А. Ш. Губайдуллину было присвоено звание Героя Социалистического Труда с вручением ордена Ленина.
- Также награждён орденом Отечественной войны II степени и медалями, среди которых «За боевые заслуги», «За победу над Германией в Великой Отечественной войне», «За доблестный труд».